# Білокам'яна (станція МЦК)
Білокам'яна (рос. Белокаменная) — пасажирська платформа Московської залізниці, що є зупинним пунктом міського електропоїзда — Московського центрального кільця. Відкрита 10 вересня 2016 року.

## Розташування
Платформа розташована між платформами «Ростокіно» і «Бульвар Рокосовського», у межах вантажної станції Білокам'яна, у Східному адміністративному окрузі на межі районів Богородське і Метрогородок.
Єдина станція в Москві, розташована безпосередньо на території національного парку Лосиний острів.

## Технічні особливості
Пасажирський зупинний пункт МЦК має одну острівну високу платформу, обладнану навісом. Вхід на платформу здійснюють з підземного пішохідного переходу. Історичну низьку платформу станції Білокам'яна для пасажирського сполучення не використовують. На станції заставлено тактильне покриття. 

## Галерея

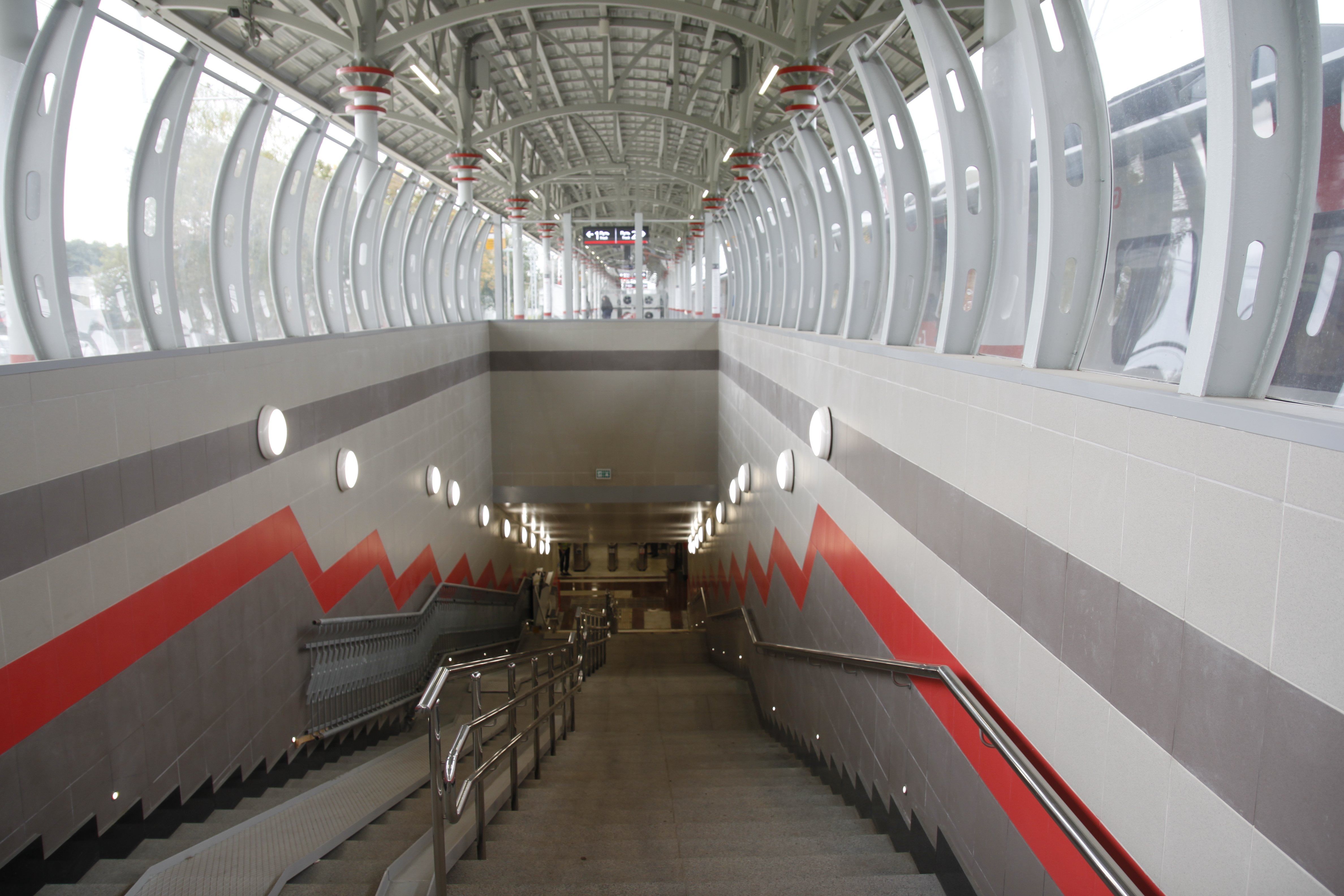
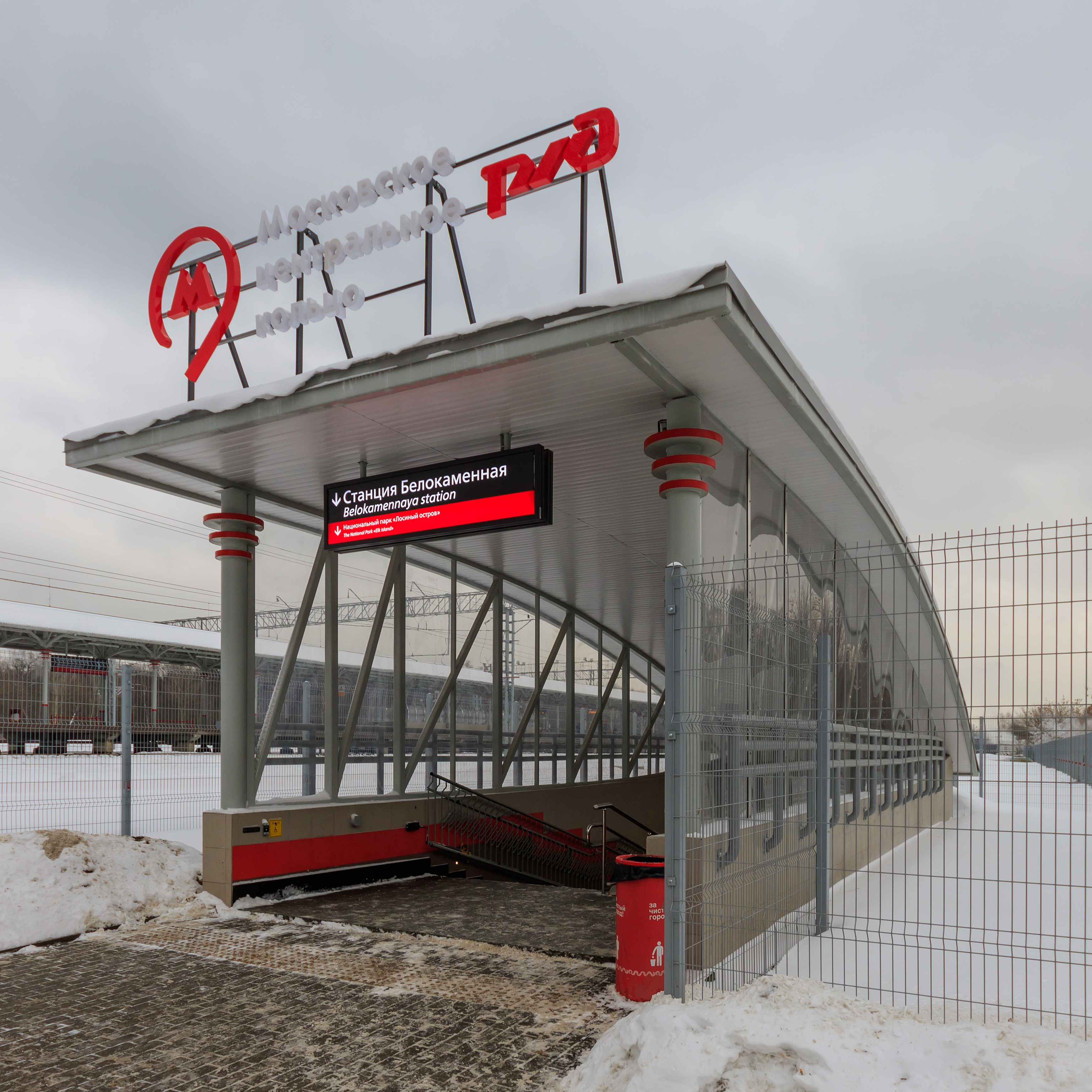
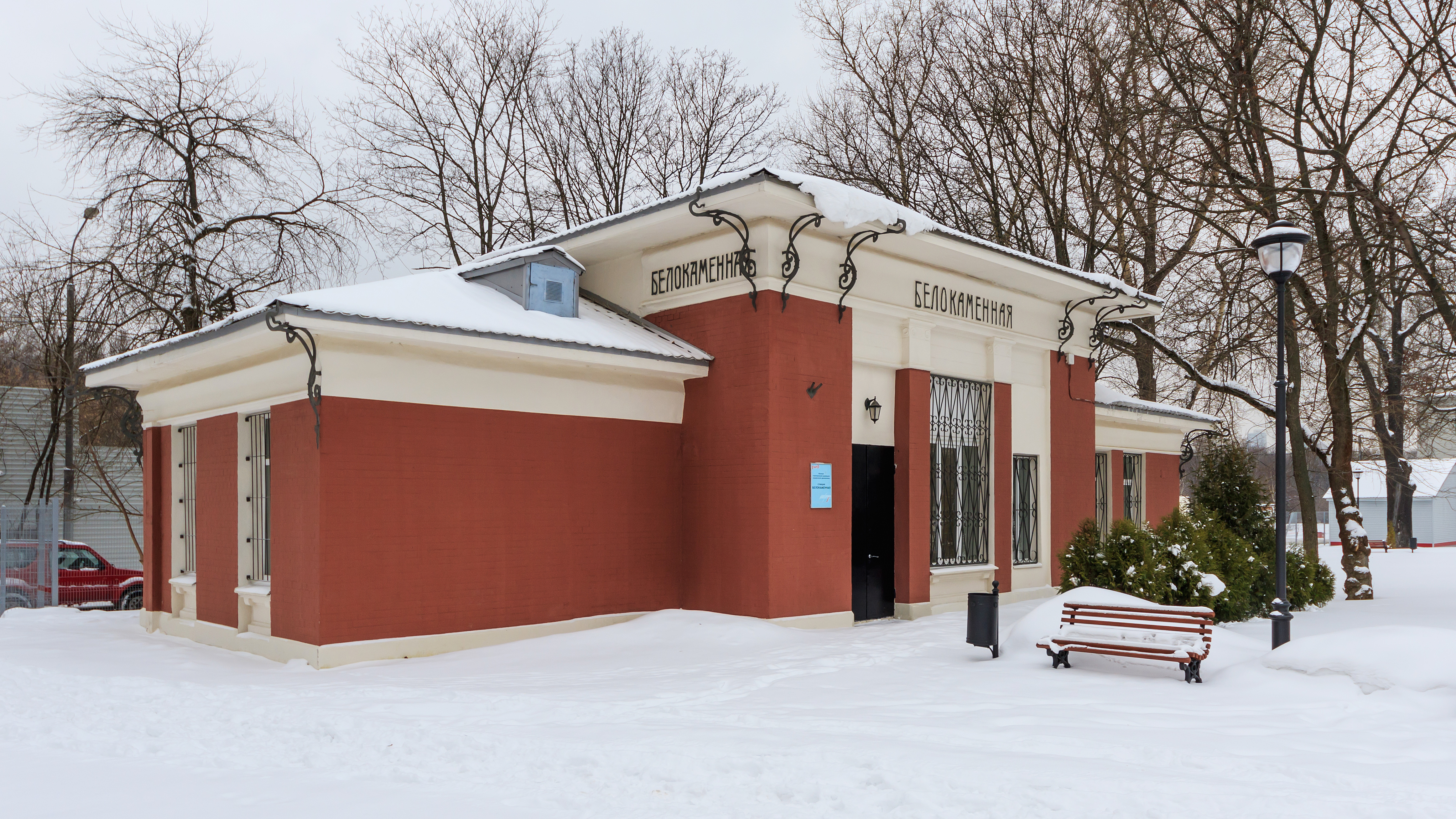